# Central de Trabajadores de la Argentina
Central de Trabajadores de la Argentina (CTA) ist ein argentinischer Gewerkschaftsbund. Im Gegensatz zum peronistischen Gewerkschaftsverband CGT, ist er kritisch gegenüber der argentinischen Regierung eingestellt.
Ende April 2016 mobilisierte u. a. die CTA bis zu 350.000 Menschen zu einem Protestmarsch in Buenos Aires für sofortige Maßnahmen gegen die hohe Arbeitslosigkeit und eine Begrenzung der Inflation. Rund 68.000 Arbeitsplätze seit er Regierungsübernahme von Mauricio Macri nach Schätzungen der CTA verloren. Die Inflation in Argentinien wird auf jährlich über 30 Prozent geschätzt.
CTA ist Mitglied des  Internationalen Gewerkschaftsbundes (IGB). In der Mitgliederliste des IGB wird die Mitgliedschaft von CTA mit 300.000 angegeben (Stand: November 2017).